# Gabbali, Arkalgud
Gabbali là một làng thuộc tehsil Arkalgud, huyện Hassan, bang Karnataka, Ấn Độ.